# Triaspidogastra testacea
Triaspidogastra testacea är en stekelart som beskrevs av Granger 1949. Triaspidogastra testacea ingår i släktet Triaspidogastra och familjen bracksteklar. Inga underarter finns listade i Catalogue of Life.